# Wacław Zadroziński

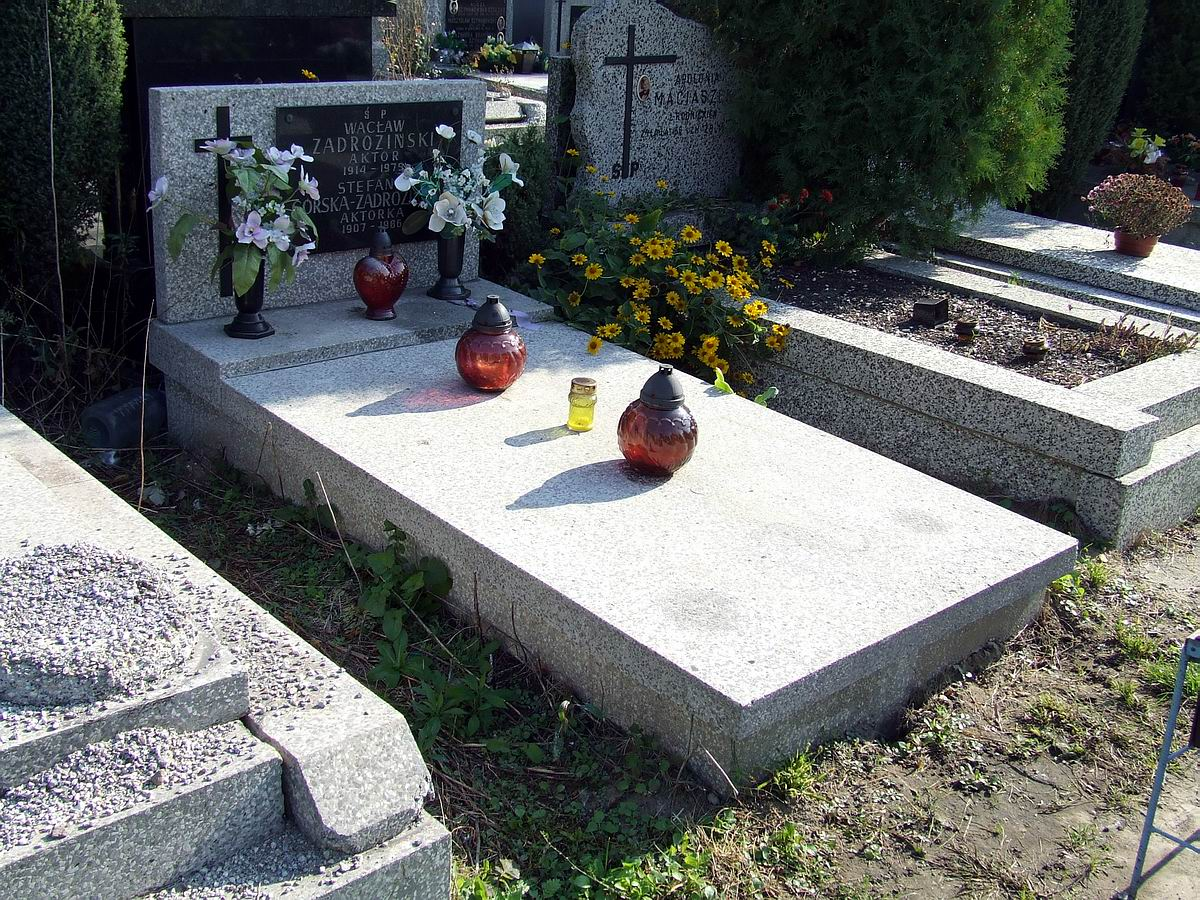
Grób Wacława Zadrozińskiego i Stefanii Górskiej na cmentarzu komunalnym Północnym w Warszawie.

Wacław Kazimierz Zadroziński (ur. 21 września 1914 w Płocku, zm. 16 września 1979 w Warszawie) – polski aktor teatralny i konferansjer.

## Życiorys
Urodził się w Płocku, w rodzinie Franciszka i Władysławy z Więckowskich. Ukończył gimnazjum w rodzinnym mieście i w 1933 wstąpił do Marynarki Wojennej.
Podczas II wojny światowej walczył w szeregach Armii Krajowej posługując się pseudonimem Mat.
W 1945 znalazł się w Olsztynie, gdzie został aktorem w Teatrze im. Stefana Jaracza, równocześnie występował w teatrze amatorskim w Płocku. Od 1947 miał prawo występować na scenach podlegających Związkowi Artystów Scen Polskich, równocześnie studiował eksternistycznie aktorstwo i w 1953 uzyskał dyplom. Od 1947 grał w Teatrze im. Stefana Żeromskiego w Kielcach i Teatrze Rozmaitości w Radomiu, w 1950 zamieszkał w Warszawie, gdzie przez pięć lat był związany z Teatrem Syrena. W 1955 podjął współpracę z Państwowym Przedsiębiorstwem Imprez Estradowych, w sezonie 1956/1957 był aktorem Teatru Satyry Buffo, a w kolejnym w Teatrze Ludowym, z którym występował w trupie wędrownej na Pomorzu Gdańskim. Sezon 1958/1959 spędził w Teatrze Sensacji, a kolejne dwa ponownie w Teatrze Syrena. W 1961 zawiesił karierę aktorską i pracował jako konferansjer oraz prowadził przez krótki czas agencję organizującą imprezy estradowe „Artim”. Od początku lat 70. XX wieku był konferansjerem Tercetu Egzotycznego.
19 stycznia 1955 na wniosek Ministra Kultury i Sztuki został odznaczony Medalem 10-lecia Polski Ludowej.
Dwukrotnie żonaty. Po raz pierwszy ożenił się z Eugenią Borysiewicz, drugą jego żoną była aktorka Stefania Górska.
Zmarł w Warszawie, spoczywa obok żony Stefanii na cmentarzu komunalnym Północnym (kwatera W-XVII-3-6-10).